# Embelia pergamacea
Embelia pergamacea är en viveväxtart som beskrevs av A. Dc. Embelia pergamacea ingår i släktet Embelia och familjen viveväxter. Inga underarter finns listade i Catalogue of Life.